# Estelnic
Estelnic é uma comuna romena localizada no distrito de Covasna, na região histórica da Transilvânia. A comuna possui uma área de 93.11 km² e sua população era de 1162 habitantes segundo o censo de 2007.